# Tiaropsidium shinkaii
Tiaropsidium shinkaii is een hydroïdpoliep uit de familie Tiaropsidae. De poliep komt uit het geslacht Tiaropsidium. Tiaropsidium shinkaii werd in 2005 voor het eerst wetenschappelijk beschreven door Kitamura, Lindsay & Miyake. 